# Īzkhvor Deh
Īzkhvor Deh (persiska: ايزخور ده) är en ort i Iran.   Den ligger i provinsen Mazandaran, i den norra delen av landet, 110 km nordost om huvudstaden Teheran. Īzkhvor Deh ligger 46 meter över havet och antalet invånare är 314.
Terrängen runt Īzkhvor Deh är varierad. Runt Īzkhvor Deh är det ganska glesbefolkat, med 39 invånare per kvadratkilometer. Närmaste större samhälle är Nūr, 8,3 km norr om Īzkhvor Deh. I omgivningarna runt Īzkhvor Deh växer i huvudsak blandskog.